# Härväg
Härväg kallas de vägar som anlades för att med militärmakt hålla samman det romerska imperiet. Många av dessa vägar kan på sina håll iakttas eller rentav nyttjas än idag.
Uttrycket "alla vägar bär till Rom" härrör från att härvägarna gick från Rom ut i de olika provinserna.
Via Appia är en berömd härväg i Italien. 